# Cipriano Piccolpasso
Cipriano di Michele Piccolpasso  (né en 1524 à Castel Durante, aujourd'hui Urbania, et mort le 21 novembre 1579 dans la même ville) est un architecte, historien, céramiste, peintre de majolique et écrivain italien de la Renaissance, membre d'une famille patricienne italienne de Bologne installée depuis le milieu du XVe siècle à  Castel Durante, qui était un centre important de la fabrication de faïence.

## Biographie
Cipriano Piccolpasso a suivi une éducation humaniste et a été formé comme ingénieur civil et militaire ainsi que comme dessinateur, ce qui l'a conduit à exercer à Rimini, Ancône, Fano et Spoleto. Sa véritable vocation était celle de peintre de majolique, et lors de son retour à Castel Durante, il y fonde un atelier renommé.
Piccolpasso était aussi un poète et a été admis comme membre de l'« Accademia degli Eccentrici » à Pérouse, où en 1573, il a participé à la fondation de l'« Accademia del Disegno », l'une des premières académies d'artistes italiens.
En 1548, il a rédigé Li Tre Libri dell'Arte del Vasaio à la demande du cardinal François de Tournon.
Piccolpasso  a également écrit une topographie illustrée de l'Ombrie, Le piante et i ritratti delle Città e Terre dell'Umbria sottoposte al governo di Perugia, qui lui a été commandée par le pape Pie IV, par qui il a été anobli « cavaliere ».
Il est enterré dans l'église San Francesco de Castel Durante.

## Li Tre Libri dell'Arte del Vasaio

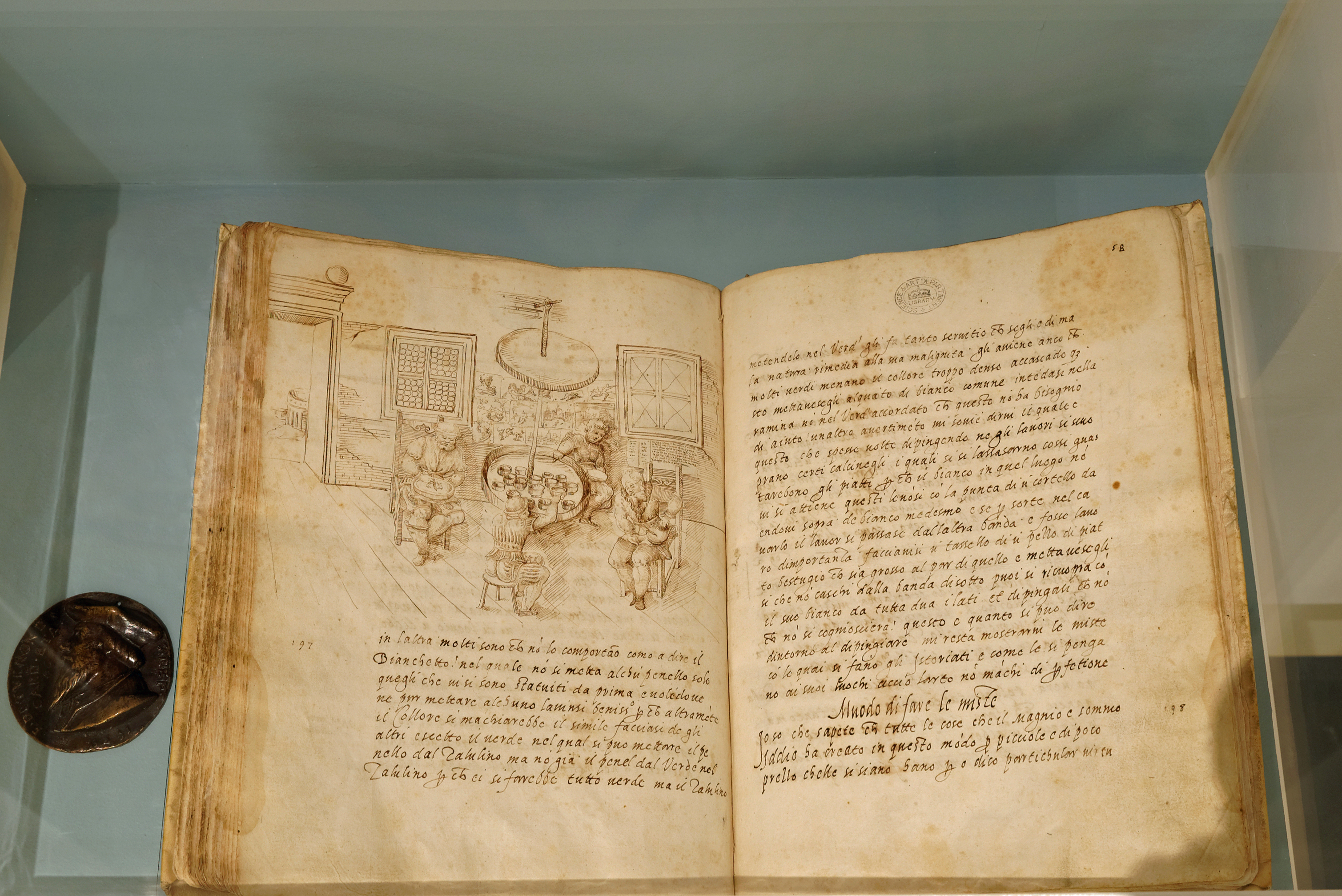
Dessin de Piccolpasso représentant quatre potiers appliquant des pigments sur des majoliques. dessin à l'encre sur manuscrit. Londres, Victoria and Albert Museum, National Art Library.

En 1548, Piccolpasso écrit Li Tre Libri dell'Arte del Vasaio  (« Les Trois Livres de l'Art du Potier »), qui sont une mine d'informations concernant les techniques de la majolique issus de son expérience des pratiques dans son atelier, le choix des argiles et leur affinage, la mise en forme du corps, la composition des émaux, la préparation des couleurs. Le traité a été rédigé à la demande du cardinal François de Tournon, lors de son passage en Italie, sans que celui-ci ait pu le voir achevé. Il est la seule et unique source d'information détaillant l'art du céramiste. L'auteur utilise dans son traité un langage à la structure complexe et usant abondamment de référence au monde de l'estampe et du livre imprimé.
Il est composé de dix cahiers composés de huit feuillets, sauf le premier qui n'en contient que cinq. L'ensemble est réparti en trois livres, le tout ayant été rédigé de façon unitaire. Chaque livre est rattaché à une étape de la réalisation de la faïence. À la fin du dernier, Piccolpasso insère onze dessins constituant un catalogue de formes et de décors.
Le manuscrit est illustré de nombreux dessins détaillant les étapes de la fabrication des faïences. Sur le folio 58, l'auteur détaille en montrant les potiers ayant des figures d'exemples accrochés sur les murs. Assis autour d'une table circulaire garnie de pots de pigments, ils les appliquent sur des majoliques.
Le manuscrit a été acheté pour la bibliothèque de la Victoria and Albert Museum et a été publié en fac-similé avec une introduction de Ronald Lightbown du Victoria and Albert Museum et le potier Alan Caiger-Smith, un expert de la technique de majoliques.

## Publications postérieures
- I tre libri dell'arte del vasaio, A. Caiger-Smith and Ronald Lightbown (eds.), 2 vols (Londres, 1980).
- Le piante et i ritratti delle Città e Terre dell'Umbria sottoposte al governo di Perugia, Giovanni Cecchini (a cura di), Rome, 1963, Spoleto: Panetto e Petrelli.
- I tre libri dell'arte del vasaio : nei quali si tratta non solo la pratica, ma brevemente tutti i secreti di essa cosa che persino al dì d'oggi e stata sempre tenuta nascosta, del cav. Cipriano Piccolpassi Durantino Rome: Stabilimento tipografico, 1857. Numérisé en 2007.

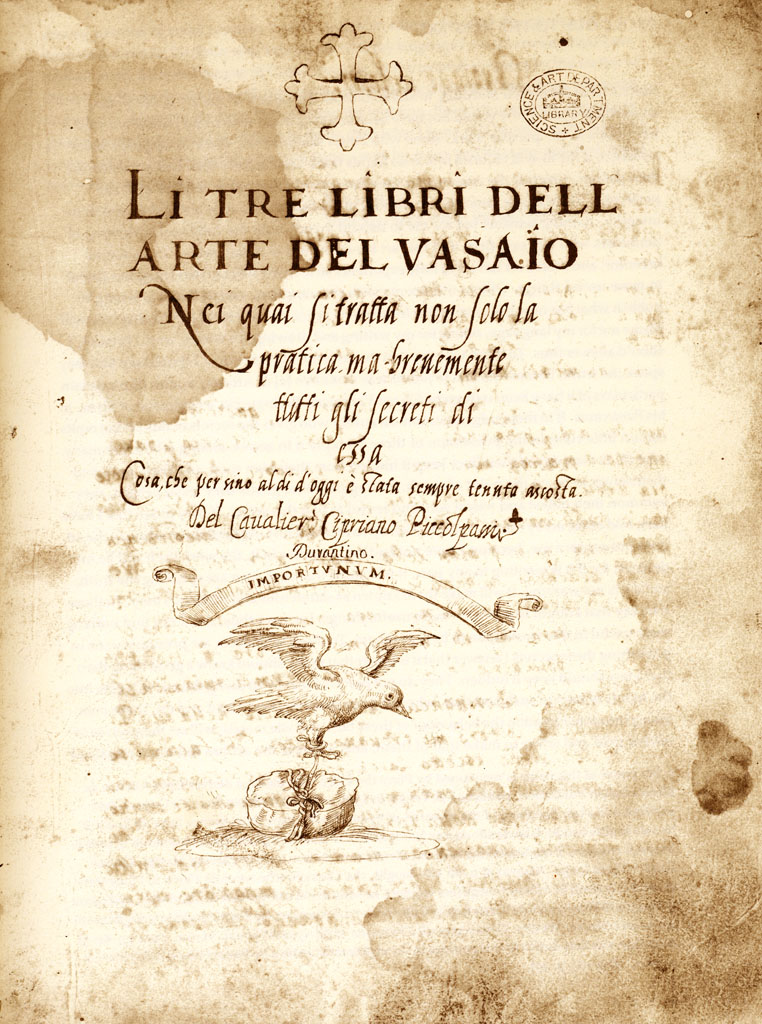
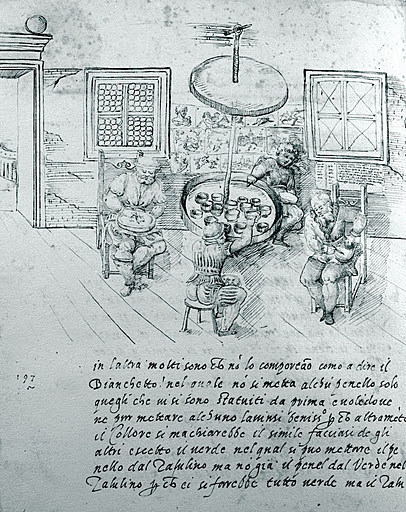
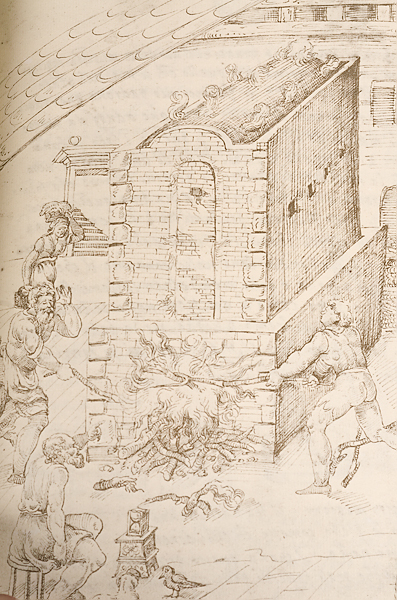